# 当帰建中湯
当帰建中湯（とうきけんちゅうとう）は漢方薬のひとつ。お腹が冷えて痛むときに用いられる。消化器を温め痛みを軽減するとともに、血行改善、食欲不振、下痢、痔などに適応する。出典は『金匱要略』。医療用医薬品と薬局等で販売している一般用医薬品（OTC）がある。

## 効能・効果
体力虚弱で、疲労しやすく血色のすぐれないものの次の諸症：月経痛、月経困難症、月経不順、腹痛、下腹部痛、腰痛、痔、脱肛の痛み、病後・術後の体力低下。

## 組成
当帰（とうき）2.0、桂枝（けいひ）2.0、生姜（ショウキョウ）0.5、大棗（タイソウ）2.0、芍薬（しゃくやく）2.5、甘草（かんぞう）1.0

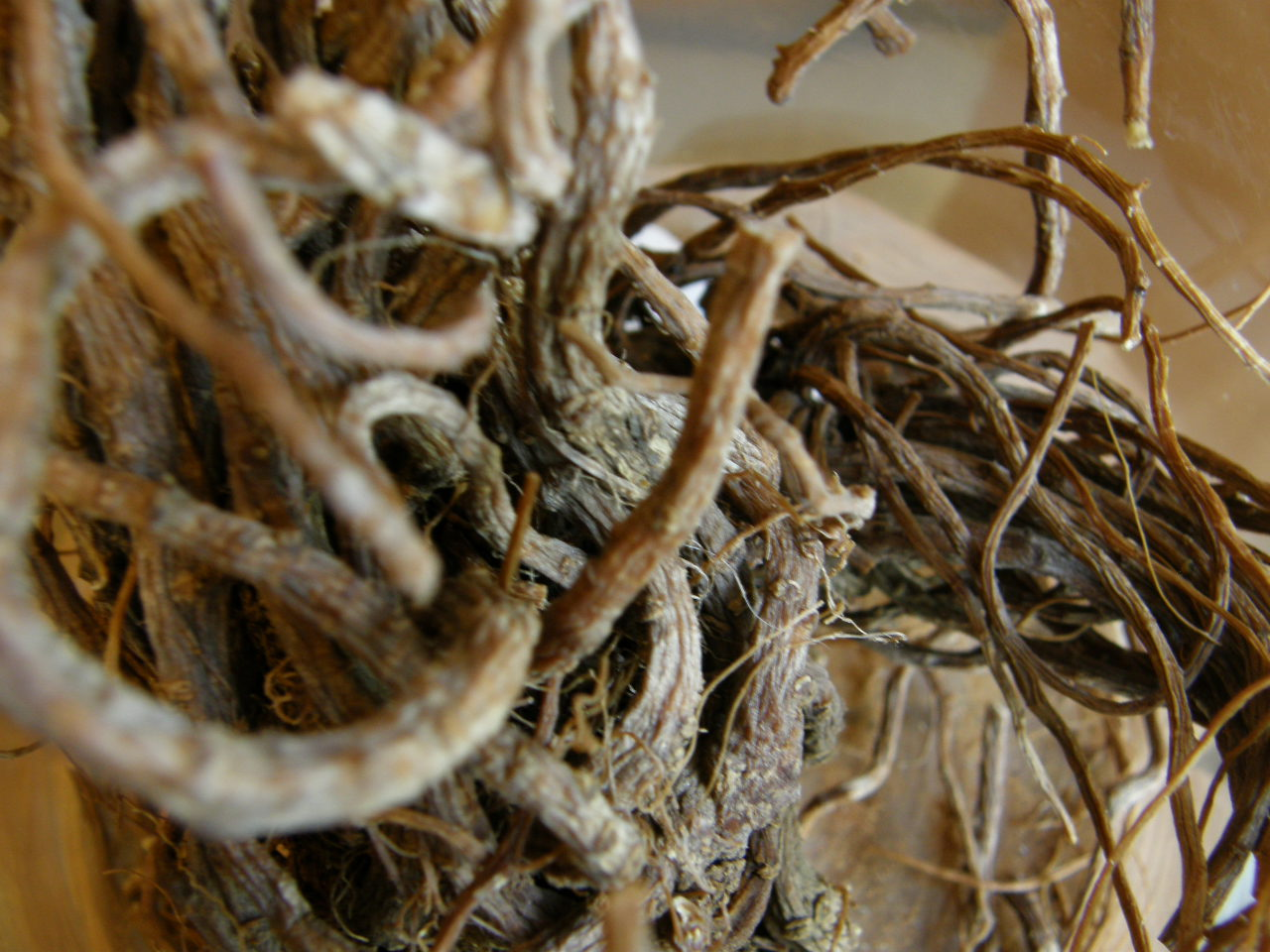
当帰
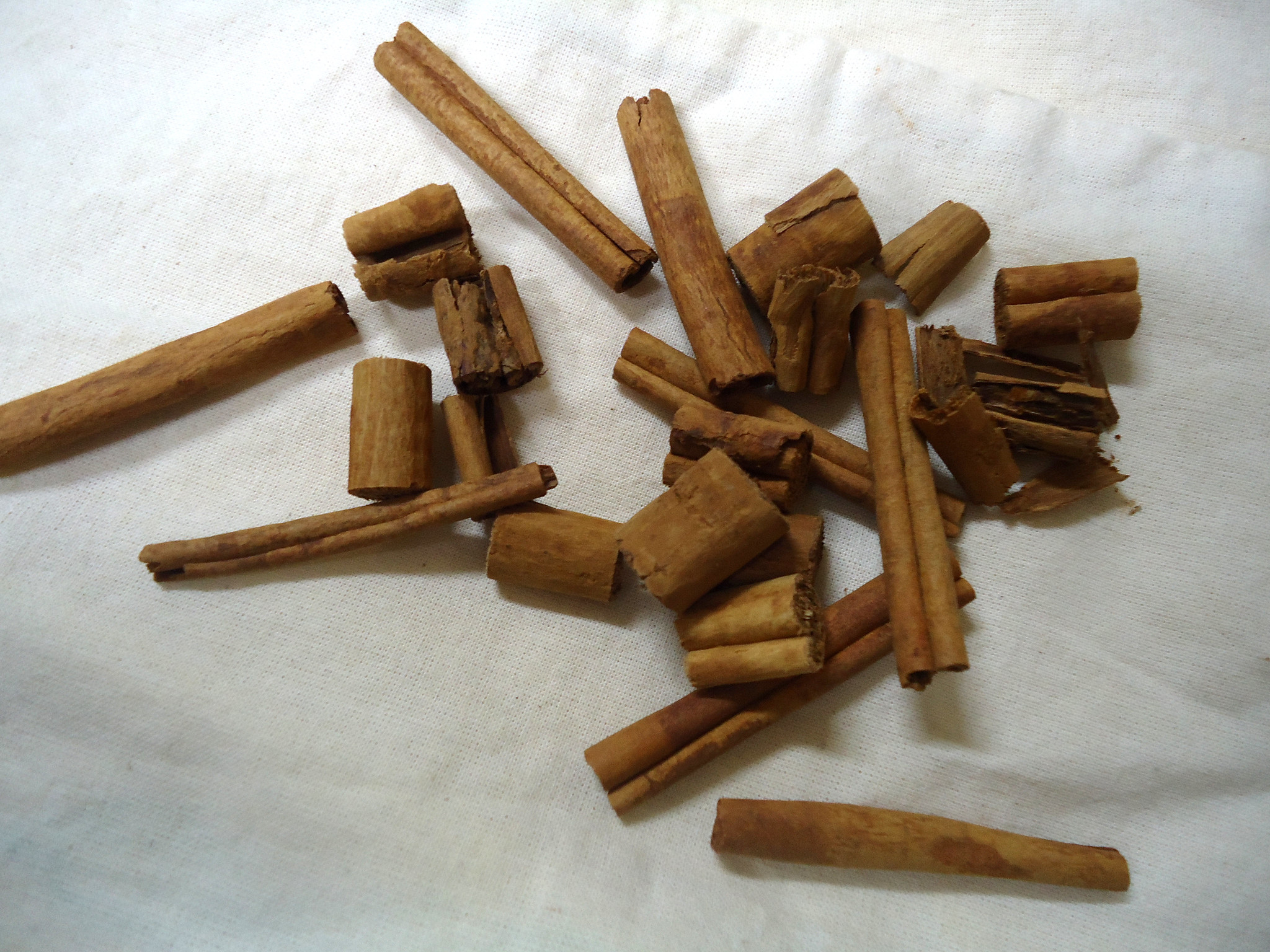
桂枝
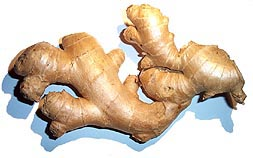
生姜
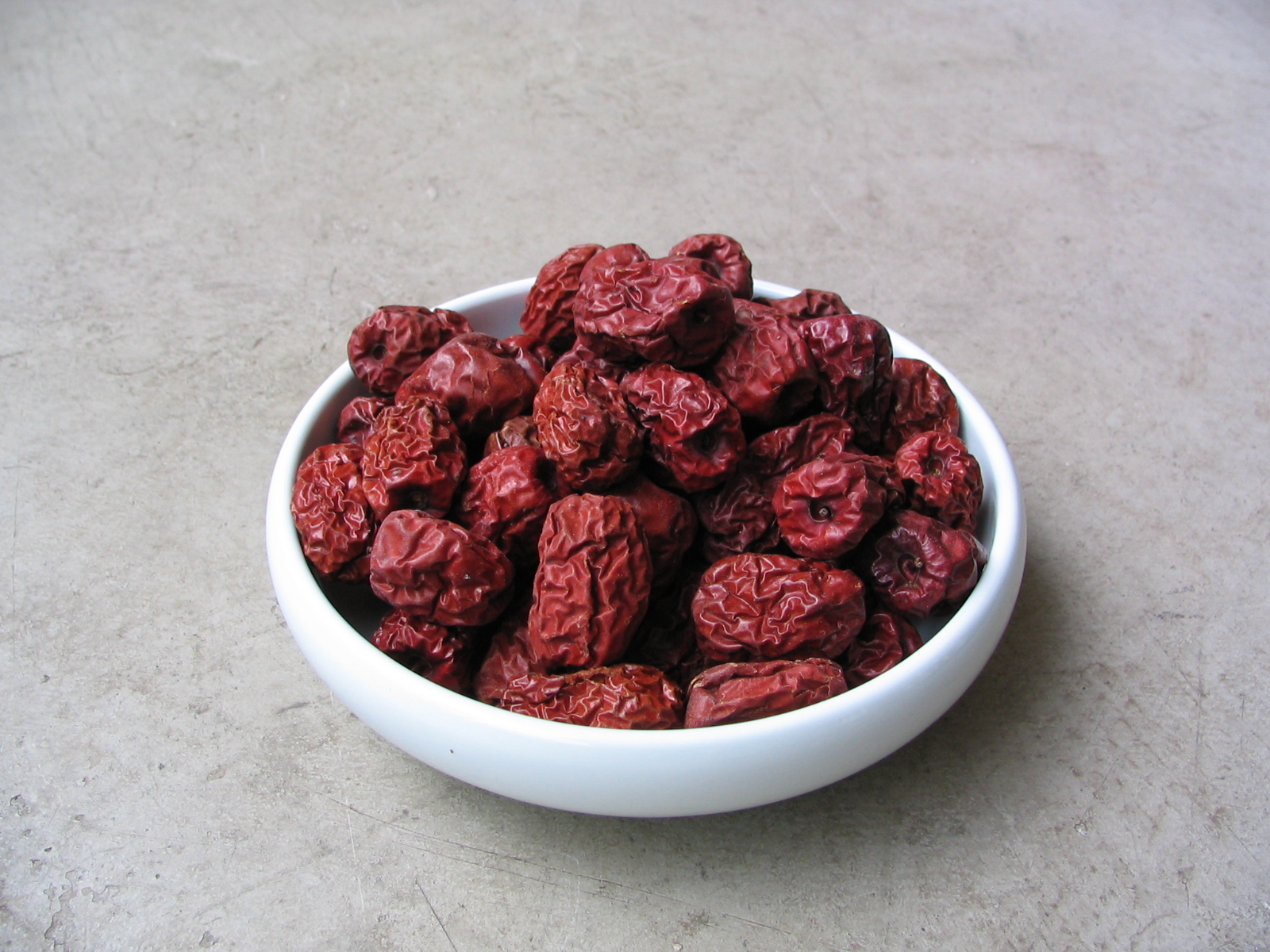
大棗
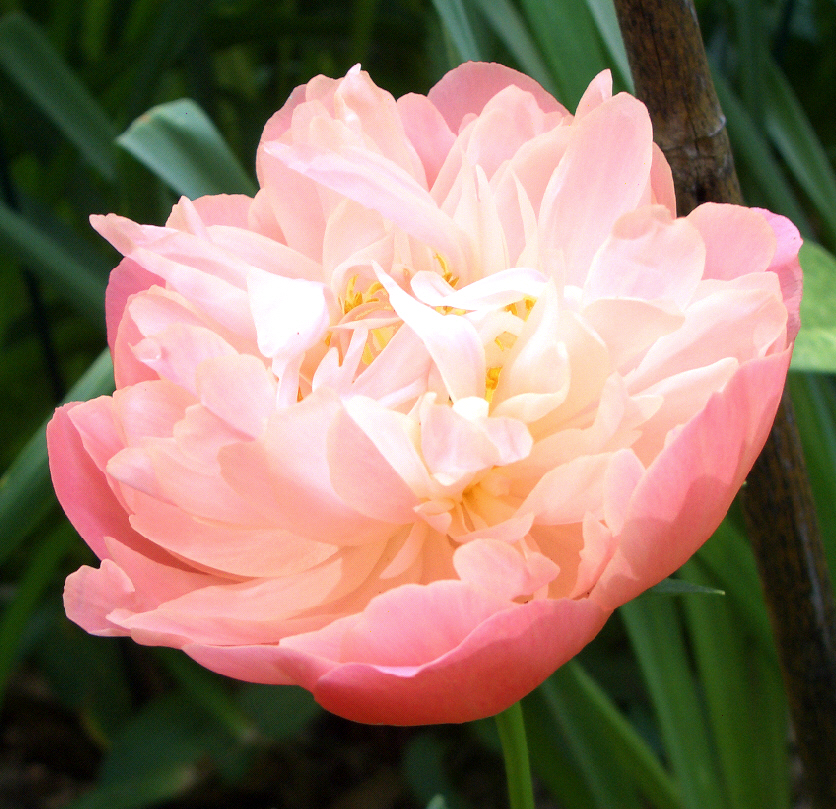
芍薬
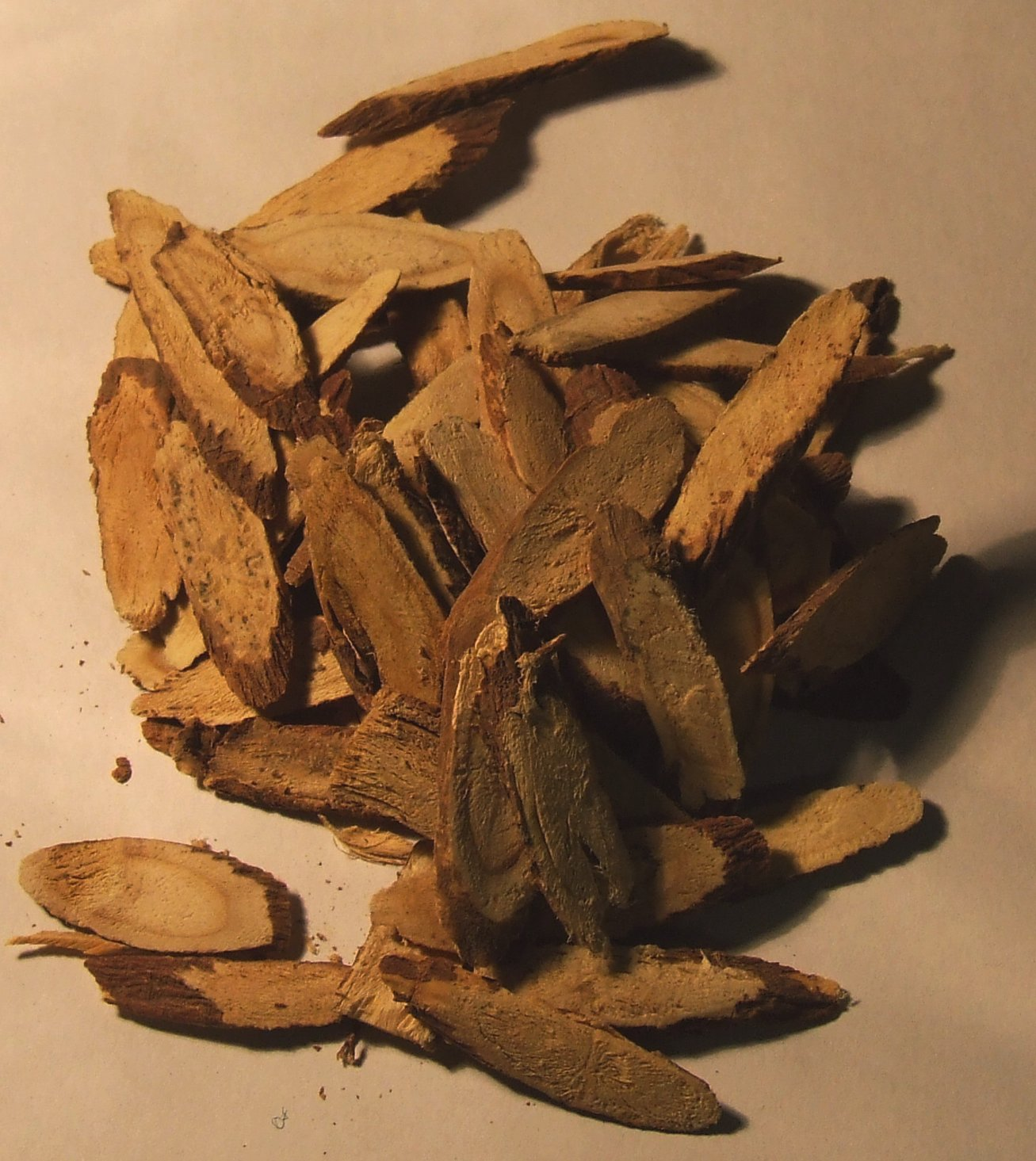
甘草

## 相互作用

### 併用注意
次の薬剤との併用により、偽アルドステロン症、ミオパシーが出現しやすくなる。
1. 甘草含有製剤
2. グリチルリチン酸及びその塩類を含有する製剤

## 副作用
次の副作用がある。
偽アルドステロン症、ミオパシー

### その他
発疹、発赤、掻痒

## 注意事項
高血圧、心臓病、腎臓病、妊娠または妊娠していると思われる人。